# Pouilly (Mosela)
Pouilly é uma comuna francesa na região administrativa de Grande Leste, no departamento de Mosela. Estende-se por uma área de 5,11 km². Em 2010 a comuna tinha 614 habitantes (densidade: 120,2 hab./km²).